# Lamaling-Kloster
| Tibetische Bezeichnung                      |
| ------------------------------------------- |
| Tibetische Schrift: བླ་མ་གླིང་དགོན་པ་           |
| Wylie-Transliteration: bla ma gling dgon pa |
| Chinesische Bezeichnung                     |
| Vereinfacht: 喇嘛岭寺; 喇嘛林寺; 喇嘛宁寺   |
| Pinyin:Lamalin si; Lama Lin si; Lamaning Si |

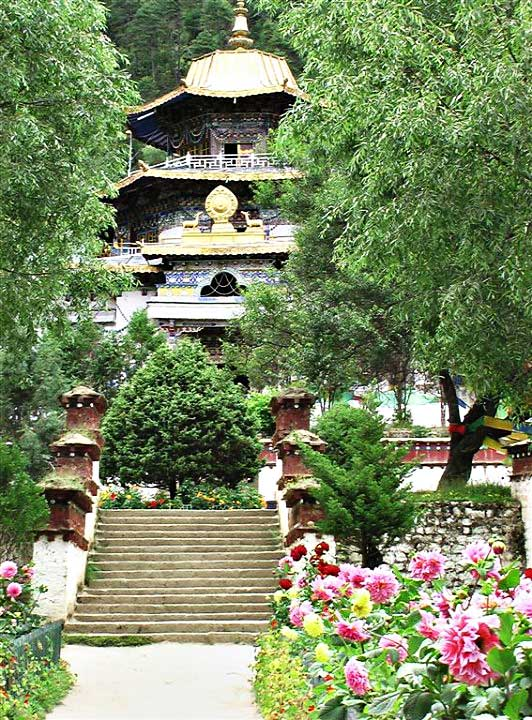
Lamaling-Kloster in Bayi, Tibet

Das  Lamaling-Kloster  (tib.: bla ma gling dgon pa) im Gebiet von Kongpo ist der ehemalige Sitz des 2. Düdjom Rinpoche (1904–1987), des früheren Oberhauptes der Nyingma-Schule des tibetischen Buddhismus. Das Kloster befindet sich im Stadtbezirk Bayi der Stadt Nyingchi in Tibet.